# Robert Garcia (chính khách California)
Robert Garcia (sinh ngày 2 tháng 12 năm 1977) là một chính khách người Mỹ gốc Peru hiện đang làm thị trưởng thứ 28 của Long Beach, California. Trước đó, ông đại diện cho Khu vực Hội đồng đầu tiên, bao gồm các khu vực trung tâm thành phố lớn, một phần của Cảng Long Beach và một số khu vực đô thị dày đặc và đa dạng nhất trong cả nước.
Sau khi được bầu vào ngày 13 tháng 4 năm 2009 để lấp đầy chỗ trống của Bonnie Lowenthal, Garcia đã trở thành người trẻ nhất, nam Latino đầu tiên và là người đồng tính màu đầu tiên được bầu vào Hội đồng Thành phố Long Beach.
Năm 2014, Garcia ra ứng cử Thị trưởng của Long Beach. Ông đủ điều kiện để tranh cử bằng cách hoàn thành đầu tiên trong bầu cử sơ bộ. Ông đã giành chiến thắng trong bầu cử thị trưởng vào ngày 3 tháng 6 năm 2014 với 52,1% phiếu bầu, đánh bại Damon Dunn. Garcia là người đồng tính công khai đầu tiên được bầu làm Thị trưởng thành phố Long Beach.